# Rävkilarnas naturreservat
Rävkilarnas naturreservat är ett naturreservat i Heby kommun i Uppsala län.
Området är naturskyddat sedan 2003 och är 62 hektar stort. Reservatet består av barrskogar med inslag av asp och sumpskog.